# Rajd Francji Alzacja 2012

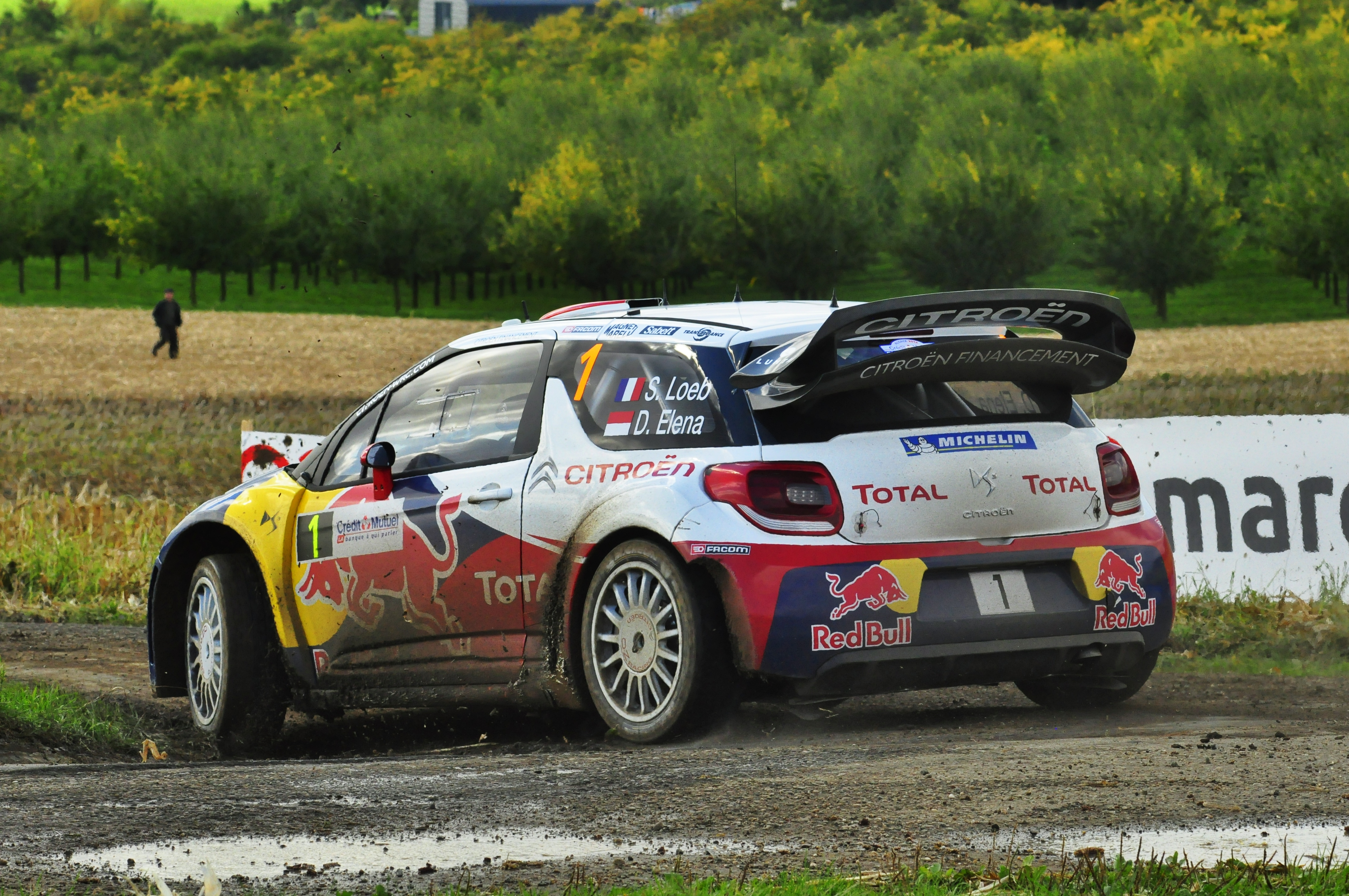
Zwycięzca Rajdu Alzacji 2012 Sébastien Loeb

Rajd Francji był 11. rundą Rajdowych Mistrzostw Świata 2012. Rajd odbył się w dniach 4–7 października, jego bazą był Strasburg. Rajd był także 7. rundą Mistrzostw Świata Samochodów S2000 (SWRC).
Rajd wygrał Sébastien Loeb, była to jego 75. wygrana w karierze, 6. w rajdzie Francji. Zwycięstwem tym Loeb zapewnił sobie, na dwa rajdy przed końcem sezonu, 9. tytuł mistrza świata z rzędu. Drugie miejsce w rajdzie zajął Jari-Matti Latvala, a trzeci był Mikko Hirvonen.

## Klasyfikacja ostateczna
| Msc.     | Kierowca             | Pilot               | Samochód                   | Czas      | Strata   | Grupa | Punkty |
| -------- | -------------------- | ------------------- | -------------------------- | --------- | -------- | ----- | ------ |
| 1.       | Sébastien Loeb       | Daniel Elena        | Citroën DS3 WRC            | 3:32:53.0 | 0.0      | WRC M | 25     |
| 2.       | Jari-Matti Latvala   | Miikka Antilla      | Ford Fiesta RS WRC         | 3:33:08.5 | 15.5     | WRC M | 18     |
| 3.       | Mikko Hirvonen       | Jarmo Lehtinen      | Citroën DS3 WRC            | 3:33:37.1 | 44.1     | WRC M | 15     |
| 4.       | Thierry Neuville     | Nicolas Gilsoul     | Citroën DS3 WRC            | 3:34:00.3 | 1:07.3   | WRC M | 14     |
| 5.       | Mads Østberg         | Jonas Andersson     | Ford Fiesta RS WRC         | 3:34:09.4 | 1:16.4   | WRC M | 11     |
| 6.       | Ott Tänak            | Kuldar Sikk         | Ford Fiesta RS WRC         | 3:35.20.9 | 2:27.9   | WRC M | 11     |
| 7.       | Jewgienij Nowikow    | Ilka Minor          | Ford Fiesta RS WRC         | 3:38:44.6 | 5:51.6   | WRC M | 6      |
| 8.       | Chris Atkinson       | Glenn MacNeall      | Mini John Cooper Works WRC | 3:39:35.4 | 6:42.4   | WRC   | 4      |
| 9.       | Martin Prokop        | Zdeněk Hrůza        | Ford Fiesta RS WRC         | 3:41:39.8 | 8:46.8   | WRC   | 2      |
| 10.      | Sébastien Chardonnet | Thibault de la Haye | Citroën DS3 WRC            | 3:41:52.7 | 8:59.7   | WRC   | 1      |
|          |                      |                     |                            |           |          |       |        |
| 26.      | Petter Solberg       | Chris Patterson     | Ford Fiesta RS WRC         | 4:08:22.3 | +35:29.3 | WRC M |        |
| SWRC     |                      |                     |                            |           |          |       |        |
| 1. (17.) | Craig Breen          | Paul Nagle          | Ford Fiesta S2000          | 3:50:11.3 | 0.000    | 2     | 25     |
| 2. (18.) | Yazeed Al-Rajhi      | Michael Orr         | Ford Fiesta RRC            | 3:50:48.9 | 37.6     | 2     | 18     |
| 3. (24.) | Per-Gunnar Andersson | Emil Axelsson       | Proton Satria Neo S2000    | 4:07:44.1 | 17:32.5  | 2     | 15     |
| 4. (30.) | Andreas Aigner       | Detlef Ruf          | Proton Satria Neo S2000    | 4:10:26.6 | 20:15.3  | 2     | 12     |

1. ↑  Litera M przy oznaczeniu grupy do której należy samochód oznacza, iż tylko ci kierowcy zdobywali punkty dla swoich zespołów liczonych w klasyfikacji producentów na koniec sezonu.

### Odcinki specjalne
| Dzień              | Odcinek | Godz. rozp. | Nazwa                                 | Długość  | Zwycięzca                         | Czas             | Średnia prędkość | Lider rajdu      |
| ------------------ | ------- | ----------- | ------------------------------------- | -------- | --------------------------------- | ---------------- | ---------------- | ---------------- |
| 1 4-5 października | OS1     | 16:30       | SSS Strasbourg                        | 3,63 km  | Thierry Neuville                  | 2:44.7           | 79,34 km/h       | Thierry Neuville |
| 1 4-5 października | OS2     | 9:23        | Hohlandsbourg – Firstplan 1           | 28,67 km | Sébastien Loeb                    | 14:36.1          | 117,81 km/h      | Sébastien Loeb   |
| 1 4-5 października | OS3     | 10:06       | Vallée de Munster 1                   | 22,16 km | Sébastien Loeb                    | 11:18.8          | 117,53 km/h      | Sébastien Loeb   |
| 1 4-5 października | OS4     | 11:22       | Soultzeren – Pays Welche 1            | 19,93 km | Jari-Matti Latvala                | 9:49.2           | 121,77 km/h      | Sébastien Loeb   |
| 1 4-5 października | OS5     | 13:56       | Hohlandsbourg – Firstplan 2           | 28,67 km | Sébastien Loeb                    | 14:28.9          | 118,78 km/h      | Sébastien Loeb   |
| 1 4-5 października | OS6     | 14:39       | Vallée de Munster 2                   | 22,16 km | Jari-Matti Latvala                | 11:07.0          | 119,60 km/h      | Sébastien Loeb   |
| 1 4-5 października | OS7     | 15:55       | Soultzeren – Pays Welche 2            | 19,93 km | Sébastien Loeb                    | 9:44.6           | 122,73 km/h      | Sébastien Loeb   |
| 1 4-5 października | OS8     | 18:35       | SSS Mulhouse                          | 4,65 km  | Jari-Matti Latvala                | 3:37.7           | 76,89 km/h       | Sébastien Loeb   |
| 2 6 października   | OS9     | 8:38        | Massif des Grands Crus – Ungersberg 1 | 18,16 km | Sébastien Loeb                    | 10:58.0          | 99,36 km/h       | Sébastien Loeb   |
| 2 6 października   | OS10    | 9:36        | Pays d’Ormont 1                       | 43,45 km | Sébastien Loeb                    | 23:20.0          | 111,73 km/h      | Sébastien Loeb   |
| 2 6 października   | OS11    | 10:47       | Pays de la Haute Bruche 1             | 24,04 km | Jari-Matti Latvala                | 11:13.1          | 128,58 km/h      | Sébastien Loeb   |
| 2 6 października   | OS12    | 11:45       | Klevener 1                            | 10,75 km | Odcinek odwołany                  | Odcinek odwołany | Odcinek odwołany | Sébastien Loeb   |
| 2 6 października   | OS13    | 14:38       | Massif des Grands Crus – Ungersberg 2 | 18,16 km | Mikko Hirvonen Jari-Matti Latvala | 10:53.8          | 99,99 km/h       | Sébastien Loeb   |
| 2 6 października   | OS14    | 15:36       | Pays d’Ormont 2                       | 43,45 km | Sébastien Loeb                    | 23:09.9          | 112,54 km/h      | Sébastien Loeb   |
| 2 6 października   | OS15    | 16:47       | Pays de la Haute Bruche 2             | 24,04 km | Sébastien Loeb                    | 11:10.8          | 129,02 km/h      | Sébastien Loeb   |
| 2 6 października   | OS16    | 17:45       | Klevener 2                            | 10,75 km | Jari-Matti Latvala                | 6:08.4           | 105,05 km/h      | Sébastien Loeb   |
| 3 7 października   | OS17    | 9:23        | Vignoble de Cleebourg 1               | 17,08 km | Thierry Neuville                  | 10:11.7          | 100,52 km/h      | Sébastien Loeb   |
| 3 7 października   | OS18    | 10:46       | Bischwiller – Gries 1                 | 7,95 km  | Thierry Neuville                  | 4:19.2           | 110,42 km/h      | Sébastien Loeb   |
| 3 7 października   | OS19    | 11:16       | SSS Haguenau 1                        | 5,74 km  | Thierry Neuville                  | 4:16.2           | 80,66 km/h       | Sébastien Loeb   |
| 3 7 października   | OS20    | 12:44       | Vignoble de Cleebourg 2 (Power stage) | 17,08 km | Ott Tänak                         | 10:24.0          | 98,54 km/h       | Sébastien Loeb   |
| 3 7 października   | OS21    | 14:07       | Bischwiller – Gries 2                 | 7,95 km  | Thierry Neuville                  | 4:16.8           | 111,45 km/h      | Sébastien Loeb   |
| 3 7 października   | OS22    | 14:37       | SSS Haguenau 2                        | 5,74 km  | Thierry Neuville                  | 4:03.7           | 84,79 km/h       | Sébastien Loeb   |

### Power Stage
| Miejsce | Kierowca         | Czas    | Różnica | Średnia prędkość | Punkty |
| ------- | ---------------- | ------- | ------- | ---------------- | ------ |
| 1       | Ott Tänak        | 10:24.0 | 0.000   | 98,32 km/h       | 3      |
| 2       | Thierry Neuville | 10:24.9 | 0.9     | 98,23 km/h       | 2      |
| 3       | Mads Østberg     | 10:25.8 | 1.8     | 98,15 km/h       | 1      |

## Klasyfikacja po 11 rundzie

### Kierowcy
| Lp. | Kierowca           | Pkt |
| --- | ------------------ | --- |
| 1   | Sébastien Loeb     | 244 |
| 2   | Mikko Hirvonen     | 173 |
| 3   | Jari-Matti Latvala | 131 |
| 4   | Mads Østberg       | 125 |
| 5   | Petter Solberg     | 119 |

### Producenci
| Lp. | Producent                     | Pkt |
| --- | ----------------------------- | --- |
| 1   | Citroën Total WRT             | 388 |
| 2   | Ford World Rally Team         | 259 |
| 3   | M-Sport Ford World Rally Team | 137 |
| 4   | Citroën Junior WRT            | 72  |
| 5   | Adapta World Rally Team       | 71  |